# Erich Brabec
Erich Brabec (* 24. Februar 1977 in Český Krumlov) ist ein tschechischer ehemaliger Fußballspieler.

## Karriere
Brabec erster Profiklub war der SK České Budějovice. Danach ging er zu FK Drnovice, von wo er in die russische Hauptstadt zu Dynamo Moskau wechselte. Nach einem Jahr bei den Großstädtern wechselte er zu Alanija Wladikawkas, wo er zwei Jahre aktiv spielte.
Seine nächste Station war Kayseri, ein türkischer Erstligaklub. In der Saison 2005/2006 spielte Brabec bei Pasching. Ende August 2006 wechselte er zum FC Aarau, wo er Ende Saison 06/07 aber keinen neuen Vertrag mehr erhielt. Der Verteidiger wechselte daraufhin ablösefrei zu Slavia Prag. Im Juni 2009 wurde sein Vertrag aufgelöst, woraufhin Brabec zum türkischen Erstligisten Ankaraspor wechselte. Nach dem Zwangsabstieg von Ankaraspor in die zweite türkische Liga wurde Brabec an MKE Ankaragücü verliehen. Ende Januar 2010 wechselte Brabec zu Sparta Prag. Am Saisonende gewann er mit Sparta die tschechische Meisterschaft, konnte diesen Erfolg in den folgenden Jahren jedoch nicht wiederholen. Im Sommer 2012 wechselte er zum slowakischen Erstligisten FK Senica. Nach zwei weiteren Stationen machte Brabec Schluss mit dem Fußball.
Brabec spielte im Jahr 2000 ein Mal in der tschechischen Nationalmannschaft, im Juni 2009 kam er gegen Malta zu seinem zweiten Einsatz.